# Etsi longissimo terrarum
Etsi longissimo terrarum es un breve apostólico del Papa Pío VII, datado el 30 de enero de 1816, dirigido a los Arzobispos y Obispos y a los queridos hijos del Clero de la América sujeta al Rey Católico de Las Españas.
La escribe tras culminar un año de negociaciones con los representantes del rey de España Fernando VII. 
Tras el inicio de las Guerras de independencia hispanoamericanas, que el papa condena como guerras civiles en América contra su legítimo soberano católico, Pío VII, tras recobrar su poder en Roma intenta parar las luchas por la independencia llamando a controlar un alzamiento público y colectivo contra la autoridad por parte de la jerarquía eclesiástica, con el debido acatamiento por parte de todos de la autoridad legítima del rey Fernando VII.

Y como sea uno de sus hermosos y principales preceptos [de la Religión] el que prescribe la sumisión a las Autoridades superiores, no dudamos que en las conmociones de esos países, que tan amargas han sido para Nuestro Corazón, no habréis cesado de inspirar a vuestra grey el justo y firme odio con que debe mirarlas.

El Papa veía tras esos conatos de rebeldía la mano de la masonería y las potencias anticatólicas al referirse a ellas como: 

"para redimir al género humano de la tiranía de los demonios quiso anunciarla a los hombres por medio de sus ángeles, hemos creído propio de las Apostólicas funciones que, aunque sin merecerlo, Nos competen, el excitaros más con esta carta a no perdonar esfuerzo para desarraigar y destruir completamente la funesta cizaña de alborotos y sediciones que el hombre enemigo sembró en esos países. Fácilmente lograréis tan santo objeto si cada uno de vosotros demuestra a sus ovejas con todo el celo que pueda los terribles y gravísimos prejuicios de la rebelión, si presenta las ilustres y singulares virtudes de Nuestro carísimo Hijo en Jesucristo, Fernando, Vuestro Rey Católico, para quien nada hay más precioso que la Religión y la felicidad de sus súbditos (...)"